# Pholeodytes
Pholeodytes is een geslacht van kevers uit de familie van de loopkevers (Carabidae). De wetenschappelijke naam van het geslacht is voor het eerst geldig gepubliceerd in 1962 door Britton.

## Soorten
Het geslacht Pholeodytes omvat de volgende soorten:
- Pholeodytes cerberus Britton, 1964
- Pholeodytes helmorei Larochelle & Lariviere, 2005
- Pholeodytes nunni Larochelle & Lariviere, 2005
- Pholeodytes palmai Larochelle & Lariviere, 2005
- Pholeodytes townsendi Britton, 1962